# Anodonthyla pollicaris
Anodonthyla pollicaris (Boettger, 1913) è una rana della famiglia Microhylidae, endemica del Madagascar.